# 197年
| 千纪： | 1千纪                                                                                           |
| 世纪： | 1世纪 \| 2世纪 \| 3世纪                                                                         |
| 年代： | 160年代 \| 170年代 \| 180年代 \| 190年代 \| 200年代 \| 210年代 \| 220年代                       |
| 年份： | 192年 \| 193年 \| 194年 \| 195年 \| 196年 \| 197年 \| 198年 \| 199年 \| 200年 \| 201年 \| 202年 |
| 纪年： | 丁丑年（牛年）；东汉建安二年                                                                    |

## 大事记
- 中国
  - 袁术称帝，佔據江東的孫策宣布與之決裂，曹操控制下的漢廷向孫策和自稱徐州牧的呂布下詔，敦促他們對袁術展開攻勢，爆發曹操討伐袁術之戰。
  - 曹操與張繡展開宛城之戰，最終曹操敗給張繡，因此其長子曹昂，侄兒曹安民和近身侍衛典韋戰死。
  - 曹操採用荀彧的建議，派鍾繇代理司隸校尉，持節督關中諸軍，寫信給馬騰和韓遂，陳述利害關係，於是兩人願意歸順，各自送來兒子作人質。
- 朝鮮半島
  - 高句麗故國川王去世，其三弟山上王繼位，遭到其兄反對，引發內亂，公孫度之子公孫康趁機大破高句麗軍，攻陷高句麗都城丸都城，使山上王改建尉那巖城為新都城丸都城。

## 各国领袖

### 非洲
- 库施
  - 国王：Amanikhareqerem（190年－200年）

### 亚洲
- 中国
  - 东汉：
    - 皇帝：汉献帝（189年－220年）
- 朝鲜
  - 百济：
    - 国王：肖古王（166年－214年）

  - 高句丽：
    - 国王：
      1. 故国川王（179年－197年）
      2. 山上王（197年－227年）

  - 新罗：
    - 国王：奈解尼师今（196年－230年）

### 欧洲
- 高加索伊比里亚
  - 国王：列夫一世（189年－216年）
- 罗马帝国
  - 皇帝：塞维鲁（193年－211年）

### 中东
- 奥斯若恩
  - 国王：Abgar IX（177年－212年）
- 安息
  - 国王：沃洛吉斯五世（191年－208年）

## 逝世
- 曹昂，曹操长子。
- 典韋，曹操麾下將領。
- 郭汜
- 李丰，袁術部下。
- 梁綱，袁術部下。
- 橋蕤，袁術部下。
- 劉寵，東漢藩王。
- 劉繇（156年生）41岁
- 駱俊，陳國相，駱統之父。